# Toca bossanova
Toca bossanova là một loài nhện trong họ Ctenidae.
Loài này thuộc chi Toca. Toca bossanova được miêu tả năm 2009 bởi Polotow & Antonio D. Brescovit.